# Yanick Dupré Memorial Award
Der Yanick Dupré Memorial Award ist eine Eishockeytrophäe, die jährlich an den Spieler der American Hockey League (AHL) verliehen wird, der sich durch besonderes Engagement in der Gesellschaft auszeichnet. Der Gewinner wird durch die Präsidenten der AHL-Teams gewählt.
Die Trophäe wurde 1998 in Erinnerung an Yanick Dupré geschaffen, der für die Hershey Bears in der AHL und die Philadelphia Flyers in der National Hockey League spielte und 1997 im Alter von 24 Jahren an Leukämie starb.

## Preisträger
| Jahr | Spieler                               | Team                                  |
| ---- | ------------------------------------- | ------------------------------------- |
| 2025 | Curtis McKenzie                       | Texas Stars                           |
| 2024 | Daniel Walcott                        | Syracuse Crunch                       |
| 2023 | Jimmy Oligny                          | Manitoba Moose                        |
| 2022 | Dakota Mermis                         | Iowa Wild                             |
| 2021 | die 31 Athletic Trainer der AHL-Teams | die 31 Athletic Trainer der AHL-Teams |
| 2020 | Troy Grosenick                        | Milwaukee Admirals                    |
| 2019 | Landon Ferraro                        | Iowa Wild                             |
| 2018 | Scooter Vaughan                       | Chicago Wolves                        |
| 2017 | A. J. Greer                           | San Antonio Rampage                   |
| 2016 | Ryan Carpenter                        | San Jose Barracuda                    |
| 2015 | Kyle Hagel                            | Charlotte Checkers                    |
| 2014 | Eric Neilson                          | Syracuse Crunch                       |
| 2013 | Mike Zigomanis                        | Toronto Marlies                       |
| 2012 | Nick Petrecki                         | Worcester Sharks                      |
| 2011 | Cody Bass                             | Binghamton Senators                   |
| 2010 | Josh Tordjman                         | San Antonio Rampage                   |
| 2009 | Brandon Rogers                        | Houston Aeros                         |
| 2008 | Denis Hamel                           | Binghamton Senators                   |
| 2007 | Matt Carkner                          | Wilkes-Barre/Scranton Penguins        |
| 2006 | Mitch Fritz                           | Springfield Falcons                   |
| 2005 | Duncan Milroy                         | Hamilton Bulldogs                     |
| 2004 | Kurtis Foster                         | Chicago Wolves                        |
| 2003 | Jimmy Roy                             | Manitoba Moose                        |
| 2002 | Travis Roche                          | Houston Aeros                         |
| 2001 | Mike Minard                           | St. John’s Maple Leafs                |
| 2000 | Mike Minard                           | Hamilton Bulldogs                     |
| 1999 | Brent Thompson                        | Hartford Wolf Pack                    |
| 1998 | John Jakopin                          | Beast of New Haven                    |